# V605 Aquilae
V605 Aquilae är en ensam stjärna belägen i den mellersta delen av stjärnbilden Örnen. Den har en högsta skenbar magnitud av ca 10,4 och kräver ett kraftfullt teleskop för att kunna observeras. Den beräknas befinna sig på ett avstånd av ca 4 600 parsec från solen. Den rör sig bort från solen med en heliocentrisk radialhastighet av ca 80 km/s.

## Observation
V605 Aquilae är den variabla centrala stjärnan i den planetariska nebulosan Abell 58. Den är en högst ovanlig kolrik stjärna med underskott av väte.
Upptäckten av V605 Aquilae tillkännagavs 1920 av Max Wolf. Den hade hittats på två fotografiska plåtar tagna den 4 juli 1919. Ursprungligen troddes den vara en nova, men visade sig vara en mycket ovanlig variabel. Den uppmättes till magnituden 10,4 vid sin topp. Undersökning av tidigare fotografier visade att den var av magnitud 15 eller svagare fram till 1918, då den ljusnade till 12:e magnituden. Den stannade på 11:e magnituden eller ljusare i över ett år innan den försvann ur sikte. Den ljusnade sedan till 12:e magnituden i slutet av 1921 och igen 1923, innan den försvann. Spektraltypen vid tidpunkten för utbrotten var R0, en sval kolstjärna med brist på väte som liknar vissa R Coronae Borealis(RCB)-stjärnor.
V605 Aquilae observerades sedan flera gånger i magnituderna 18–20, men dessa har sannolikt endast varit upptäckter av en liten nebulositetsknut som omger stjärnans position. Hubble-bilder visar att stjärnan i sig var svagare än magnituden 23, även om nebulositeten var ett ljust oregelbundet infrarött objekt med en bredd av 2,5 bågsekunder. Man misstänkte att stjärnan fortfarande var självlysande men till stor del dold av den täta nebulositeten. Även om stjärnan inte kunde observeras direkt, visade spritt ljus en spektraltyp [WC4]. År 2013 observerades den centrala stjärnan vid magnituden 20,2, med en uppskattad fördunkling med fyra magnituder. Spektraltypen är nu (2013) [WC4], som anger ett helium- och kolrikt objekt med underskott av väte och med starka emissionslinjer.
År 1921 beräknades ytan bestå av 98 procent helium och 1 procent kol, som är typiskt för en RCB-stjärna. År 2006 uppmättes mängderna som 55 procent helium, 45 procent kol och 5 procent syre, typiskt för en WC-stjärna. Båda är mycket ovanliga, jämfört med de flesta stjärnor som mestadels består av väte.
År 1970 började temperaturen öka och är nu (2006) över 90 000 K. Den anses allmänt vara en pånyttfödd stjärna, en stjärna efter den asymptotiska jättegrenen som fått en mycket sen termisk puls och börjat återuppta nukleär fusion. En alternativ förklaring är att utbrottet var en nova från en vit dvärg av syre-neon. För att förklara svårigheter med novateorin har en sammanslagning föreslagits mellan en vit dvärg och en normal följeslagare.
V605 Aquilae ligger i centrum av en planetarisk nebulosa och tros vara källan till nebulosan. Den synliga planetariska nebulosan är ungefär sfärisk och mycket äldre än utbrottet 1919. En mycket mindre nebulosa som härrör från utbrottet är icke-sfärisk. Formen kan vara en skiva plus en bipolär nebulosa eller torus som innehåller ett stoftband. Bandet eller skivan skymmer nästan helt den centrala stjärnan. Jämförelse av nebulosans vinkelstorleksförändringar och dess radiella hastighet tyder på ett avstånd på 4 600 parsec från solen.